# فرودگاه بین‌المللی رگو ولی-مدفورت
فرودگاه بین‌المللی رگو ولی-مدفورت (به انگلیسی: Rogue Valley International-Medford Airport) یک فرودگاه همگانی با کد یاتا MFR است که یک باند فرود آسفالت دارد و طول باند آن ۲۶۸۲ متر است. این فرودگاه در کشور ایالات متحده آمریکا قرار دارد و در ارتفاع ۴۰۶٫۹ متری از سطح دریا واقع شده است.

## شرکت‌های هواپیمایی و مقصدهای پروازی

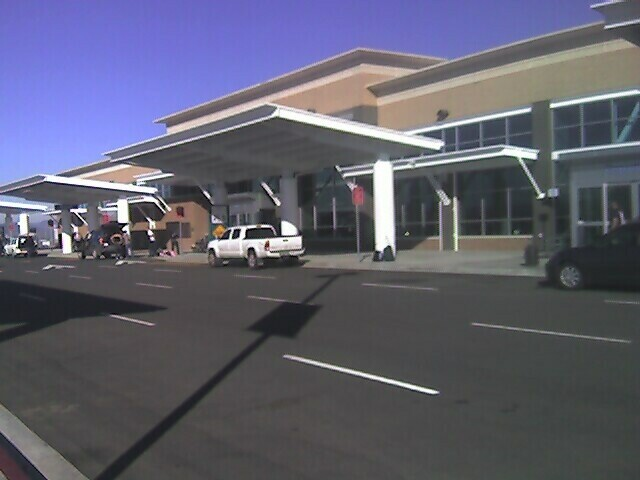
Rogue Valley International—Medford Airport terminal, c. 2009

### مسافری
| شرکت‌های هواپیمایی                    | مقصدهای پروازی                                   |
| ------------------------------------ | ------------------------------------------------ |
| آلاسکا ایرلاینز اجرا توسط هوریزن ایر | لس‌آنجلس، پورتلند، سیاتل-تاکوما                   |
| الیجنت ایر                           | مک‌کاران، لس‌آنجلس فصلی: فینکس-مسا                 |
| امریکن ایگل                          | لس‌آنجلس، فینکس اسکای هاربر                       |
| دلتا کانکشن                          | سالت‌لیک‌سیتی، سیاتل-تاکوما (آغاز از ۱ اکتبر ۲۰۱۷) |
| یونایتد ایرلاینز                     | دنور، سانفرانسیسکو                               |
| یونایتد اکسپرس                       | دنور، سانفرانسیسکو                               |

### باری
| شرکت‌های هواپیمایی | مقصدهای پروازی                   |
| ----------------- | -------------------------------- |
| Ameriflight       | کلمته فالز، پورتلند، محلی رسبورگ |
| فدکس اکسپرس       | پورتلند                          |